# Skepparslövs församling
Skepparslövs församling var en församling i Lunds stift och i Kristianstads kommun. Församlingen uppgick 2002 i Vä-Skepparslövs församling.

## Administrativ historik
Församlingen har medeltida ursprung. 
Församlingen var till 19 januari 1869 annexförsamling i pastoratet Åsum och Skepparslöv för att därefter till 1945 utgöra ett eget pastorat. Från 1945 till 2002 var den annexförsamling i pastoratet Vä och Skepparslöv som från 1962 även omfattade Köpinge församling och från 1975 Träne och Djurröds församlingar. Församlingen uppgick 2002 i Vä-Skepparslövs församling.

## Kyrkor
- Skepparslövs kyrka